# Rhodeus uyekii
Rhodeus uyekii är en fiskart som först beskrevs av Mori, 1935.  Rhodeus uyekii ingår i släktet Rhodeus och familjen karpfiskar. Inga underarter finns listade i Catalogue of Life.